# Orthopyxis frigida
Orthopyxis frigida is een hydroïdpoliep uit de familie Campanulariidae. De poliep komt uit het geslacht Orthopyxis. Orthopyxis frigida werd in 1923 voor het eerst wetenschappelijk beschreven door Stechow. 